# (471172) 2010 JC80
(417172) 2010 JC80 est un objet transneptunien en résonance 2:5 avec Neptune, de magnitude absolue 6,1.
Son diamètre est estimé à 260 km, ce le qualifie comme un candidat au statut de planète naine.